# Per la Patria e la Libertà/LNNK
Per la Patria e la Libertà/LNNK (in lettone: Tēvzemei un Brīvībai/LNNK - TB/LNNK) è stato un  partito politico lettone di orientamento nazionalista e conservatore fondato nel 1997 a seguito della confluenza di due distinti soggetti politici:
- Per la Patria e la Libertà, fondato nel 1993;
- Movimento dell'Indipendenza Nazionale Lettone (Latvijas Nacionālās Neatkarības Kustība - LNNK), fondato nel 1988.

Nel 2011 ha dato vita, insieme a Tutto per la Lettonia, ad una nuova formazione, Alleanza Nazionale.